# Fire Emblem: Shadow Dragon
Fire Emblem: Shadow Dragon (ファイアーエムブレム　新・暗黒竜と光の剣 Faiā Emuburemu Shin · Ankoku Ryū to Hikari no Tsurugi?, Fire Emblem: Nuevo · Los dragones de las sombras y la espada de luz) es el undécimo juego de la saga Fire Emblem, desarrollado por Intelligent Systems y publicado por Nintendo para la consola portátil Nintendo DS. El juego es un remake del primer Fire Emblem: Ankoku Ryū to Hikari no Tsurugi que incluye mejoras y una historia más larga. Es el primer juego de la saga para esta consola y el primero de todos en tener funciones en línea.

## Sistema de juego
Es el primer juego para Nintendo DS de esta saga también cuenta con un sistema de juego táctil y más desarrollo de aventura y más capítulos.

## Argumento
Marth es el príncipe de Altea y descendiente directo de Anri, el guerrero que mató al dragón oscuro Medeus. Después de un ataque desde el vecino reino de Doluna, Marth es obligado a exiliarse a la nación de Talys. Su hermana Elice es capturada tras haber sido asesinado su padre en la lucha contra el malvado sacerdote Gharnef. Con la ayuda del caballero alteo Jagen, la princesa Shiida de Talys, Cain, Abel y otros, Marth marcha en busca de la espada sagrada conocida como Falchion y del Emblema de Fuego que le permitirá blandirla. Solo entonces será posible enfrentarse a Gharnef y al resucitado Medeus para recuperar su reino y rescatar a su hermana.

## Desarrollo
Marth cuenta con numerosa ayuda, pero a veces para encontrarla necesita hablar con algún personaje enemigo. Un ejemplo es el General Camus, Marth debe hablar con él para que se una a su ejército.